# كلية الطب (جامعة عين شمس)

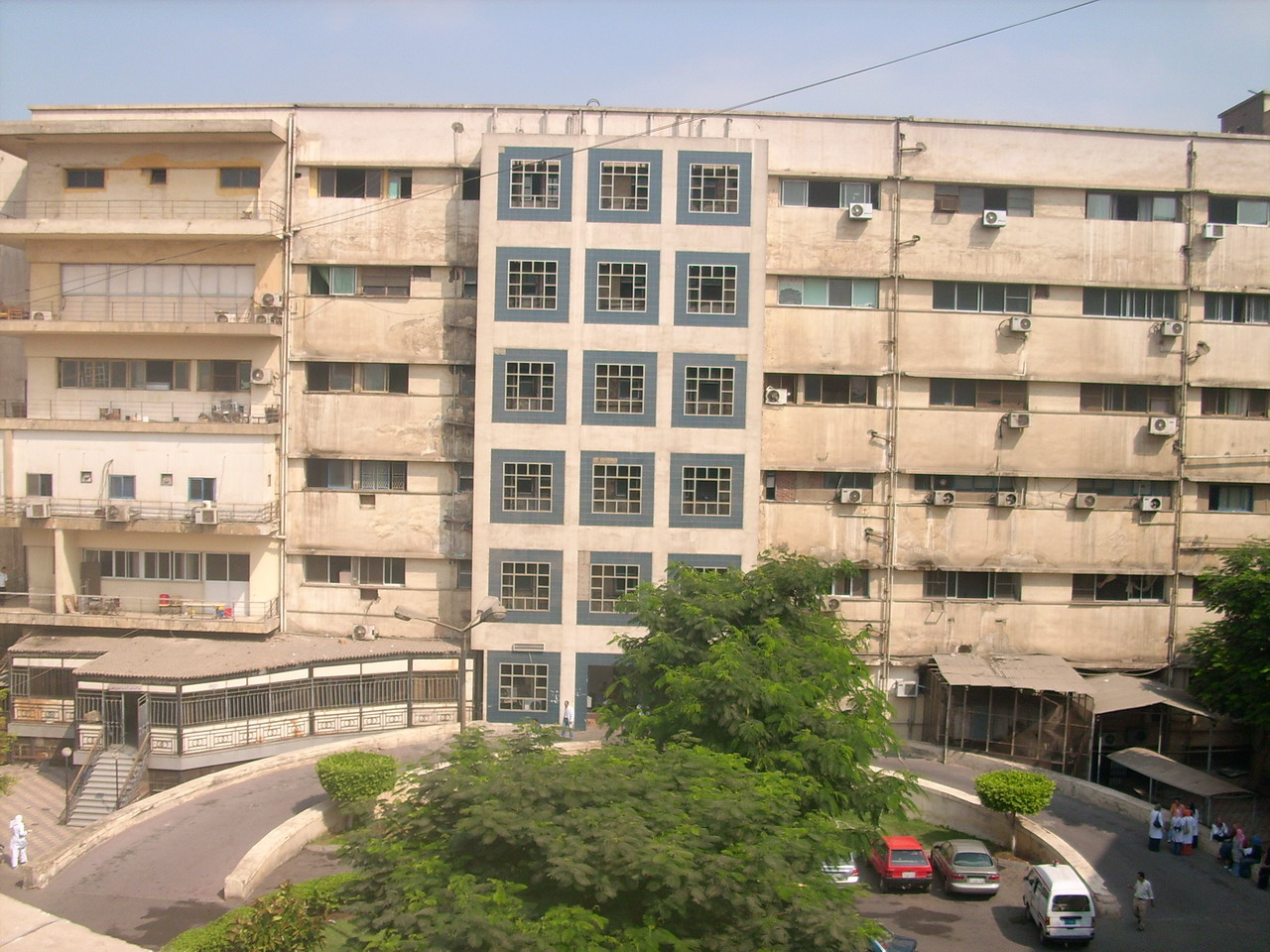
مستشفى عين شمس الجامعي

## لمحة تاريخية
أنشئت كلية الطب في 1947 قبل إنشاء جامعة عين شمس في 1950 وهي بذلك تعد ثالث كلية طب تُنشأ في مصر. ثم ضمت للجامعة عند إنشائها في الخمسينيات. أنشئت الكلية على مستشفى الدمرداش المقامة عام 1931 ثم تلا ذلك إنشاء المستشفى الجامعي والتخصصي والعديد من الإنشاءات الأخرى.
كانت كلية الطب تسمى كلية الطب الدمرداش، قبل إنشاء الجامعة. أسس مستشفى الدمرداش الأصلي في 5 أغسطس 1928 بمنحة سخية من الدمرداش باشا وزوجته وابنته. بني على مساحة 12400 متر مربع، بسعة 90 سريراً والأقسام التالية: أجنحة للطبيب المقيم ورئيس الممرضات، جناحين، وحدة جراحية، عيادة خارجية، مختبر، مطبخ، غرفة غسيل، جناح عزل، وقسم التشريح ومسجد يحتوي على ضريح عائلة الدمرداش.
شهد تأسيس المستشفى العديد من الأشخاص الذين يمثلون كل المجتمع المصري وشهدته أيضًا أقوى شخصيتين في البلاد في ذلك الوقت: اللورد جورج لويد (لاحقًا جورج لويد، البارون لويد الأول)، المفوض السامي البريطاني، ورئيس وزراء مصر محمد محمود باشا. غطت جريدة الأهرام والتايمز والشرق الأدنى حفل الافتتاح. افتتح رسميًا في 5 مايو 1931. أقيمت لوحة تذكارية معدنية ونصب تذكاري من الرخام بمناسبة هذا الحدث.
الباشا عبد الرحيم مصطفى الدمرداش والسيدتان زوجته زينب هانم الدمرداشية وابنته قوت القلوب هانم الدمرداشية تبرعوا - في الخامس من أغسطس عام 1928 - بقطعة الأرض التي أقيم عليها هذا المستشفى والتي تبلغ مساحتها 15 ألف متر مربع، وتم التبرع بمبلغ 100 ألف جنيه ملكي مصري يقسم إلى 40 ألف جنيه لبناء المستشفى و60 ألف جنيه يتم وضعها في الوقف ومنافعه مخصصة لنفقات إدارة المستشفى ".
تأسست جامعة عين شمس كثالث جامعة مصرية في يوليو 1950 تحت اسم «جامعة إبراهيم باشا». وشاركت مع الجامعتين السابقتين، «جامعة القاهرة» (فؤاد الأول) و«جامعة الإسكندرية» (فاروق الأول) في تحقيق رسالة الجامعات وتلبية الطلب المتزايد من الشباب على التعليم العالي. عندما تأسست جامعة عين شمس لأول مرة، كانت تضم عددًا من الكليات والمعاهد الأكاديمية المتميزة، والتي تم تطويرها لاحقًا لتصبح جامعة. بعد ثورة 23 يوليو 1952، تم اقتراح تسمية الجامعات المصرية بأسماء ترتبط ارتباطًا وثيقًا بجذور البلاد ومعالمها التاريخية. وهكذا في 21 فبراير 1954 تم تغيير اسم الجامعة إلى «هليوبوليس»، ثم تغير في نفس العام إلى اسمها الحالي «عين شمس» جامعة عين شمس.
```
شعار جامعة إبراهيم باشا 1950-1952
```

## المباني الرئيسية
- حرم كلية الطب (يحتوي إدارة الكلية والأقسام الأكاديمية)
- مستشفى الدمرداش الجامعي (الآن مخصص للأقسام الجراحية فقط)
- مستشفي عين شمس الجامعي (مخصص للأقسام الباطنية أساسا)
- مستشفى عين شمس التخصصي
- مستشفى النساء والولادة
- مستشفى الأطفال وبها قسم طب الأطفال- كلية الطب- جامعة عين شمس
- معهد هدى طلعت حرب الأكاديمي لجراحات القلب نسخة محفوظة 9 أكتوبر 2008 على موقع واي باك مشين.
- مجمع الإدارة المركزية للمستشفيات
- بنك الدم ومركز السموم والمعامل
- مبنى العيادات الخارجية والمناظير
- مبنى سكن ومطعم الأطباء والأشعة المقطعية والملاعب
- مبنى معهد التمريض وكلية طب الأسنان ومطعم الطلبة
- كلية التمريض

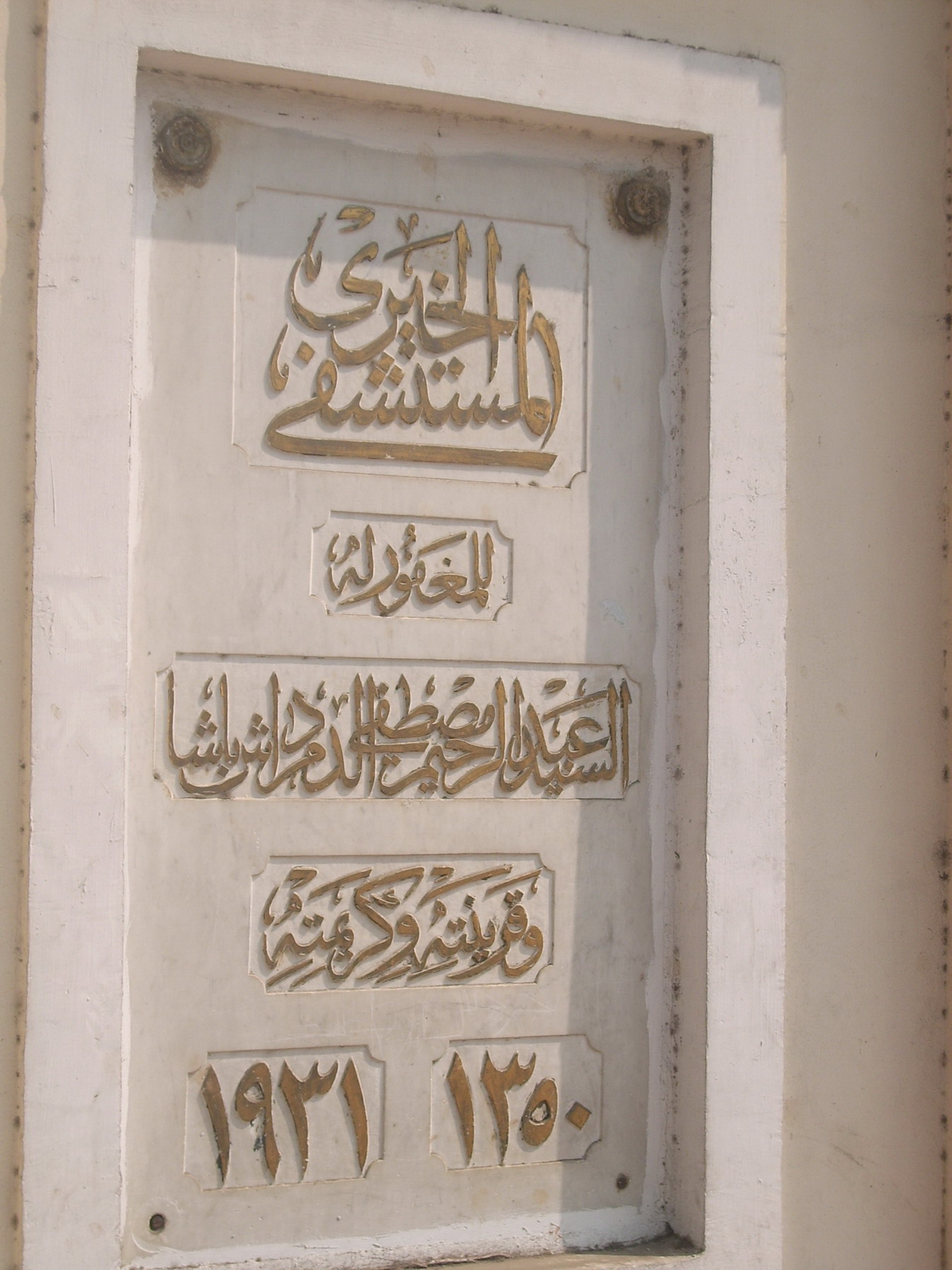
لوحة البوابة الرخامية
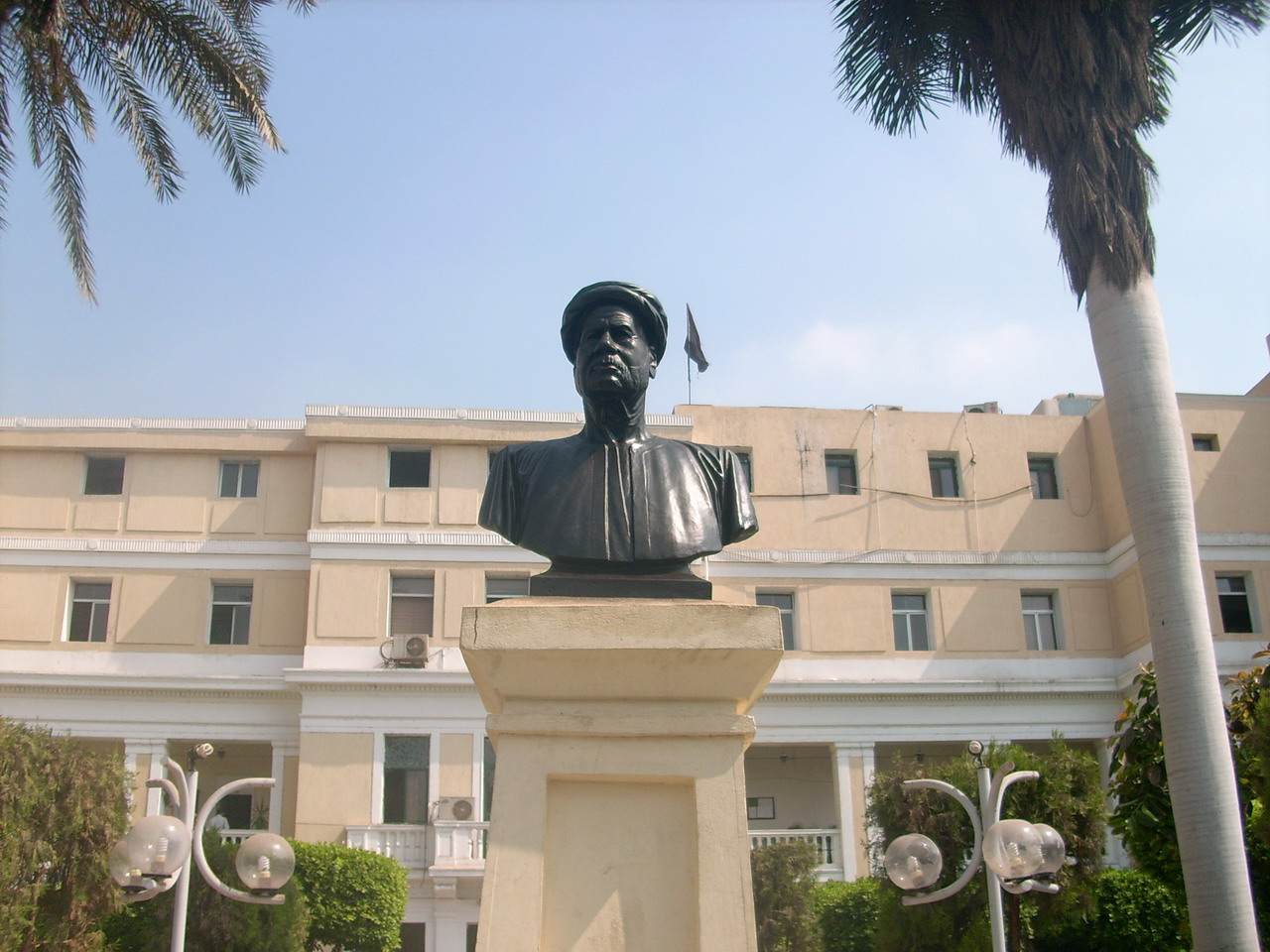
الدمرداش باشا مرتديا اللبس العربي (داخل مستشفي الدمرداش الجراحي)
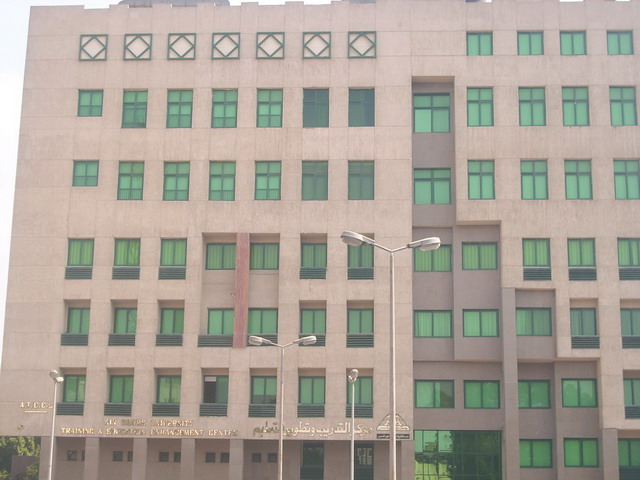
مركز التدريب وتطوير التعليم
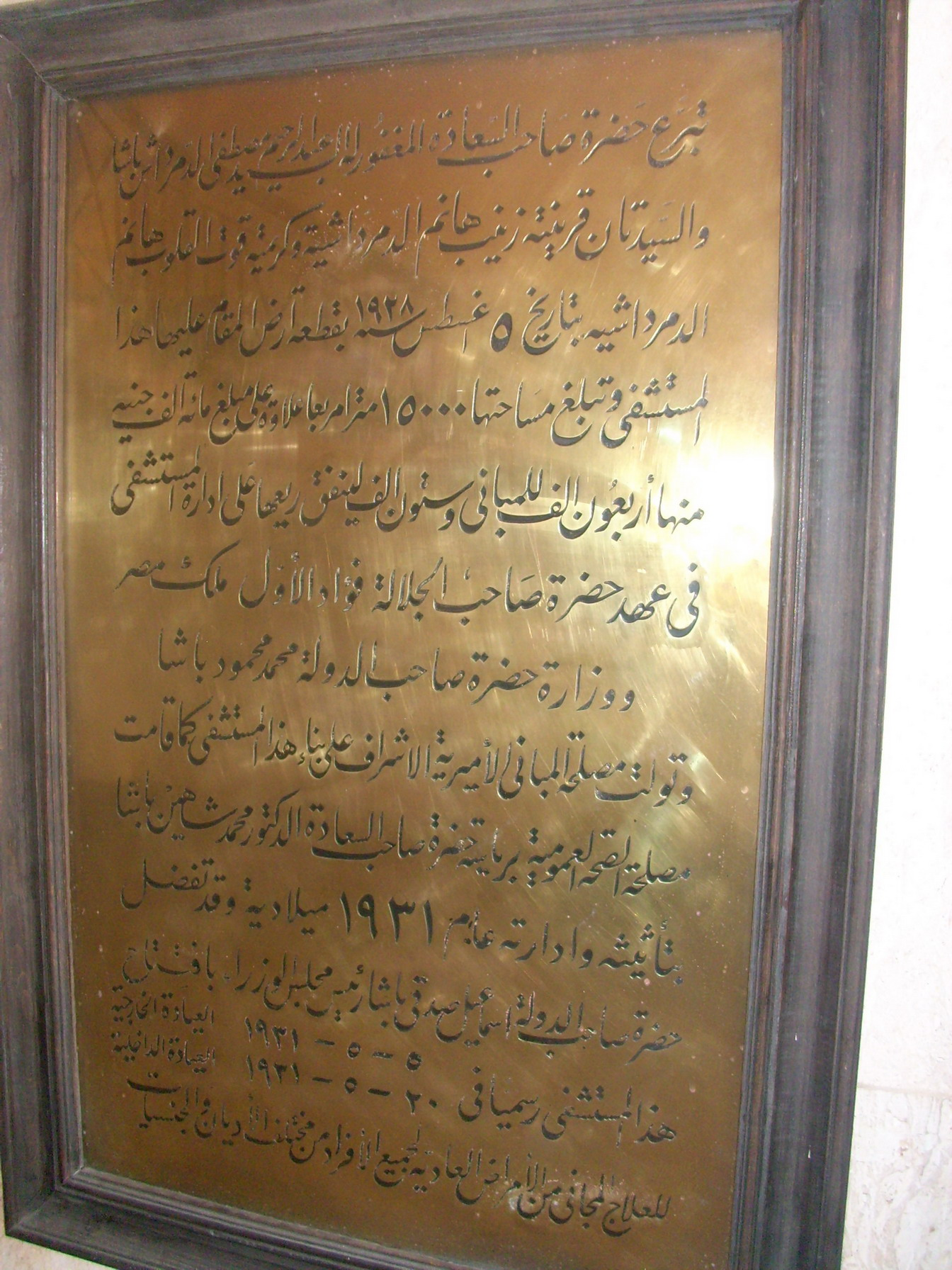
لوحة إنشاء مستشفى الدمرداش

## الكليات والمعاهد
كلية الطب: تخدم كلية الطب أكثر من 6000 طالب جامعي على مدار 6 سنوات من التدريس الجامعي، وأكثر من 1500 طالب دراسات عليا (دبلومات، ماجستير في الطب ودكتوراه طبية) في مختلف الأقسام الأكاديمية والسريرية. ليست واحدة فقط من كليات الطب، بل هي مستشفى مجاني (غير هادف للربح) يخدم أكثر من مليون مريض سنويًا.
ختم كلية الطب بالعباسية - جامعة إبراهيم باشا (1950-1952) على كتيب فحص الأحياء الدقيقة، كلية طب الأسنان بالإضافة إلى الدور التعليمي، تقدم كلية طب الأسنان خدمات مجتمع طب الأسنان. تركز كلية التمريض على تشخيص وعلاج استجابات الإنسان للمشاكل الصحية الفعلية أو المحتملة. معهد الطب النفسي مجموعة من أعضاء هيئة التدريس والموظفين المخصصين للتعليم والبحث في مجال الرعاية النفسية.

### عمارات تقع بمنطقة عين شمس الطبية
والذي يقع خلف مسجد النور في ميدان العباسية بقلب القاهرة بمصر

### مستشفى جامعة عين شمس التعليمي

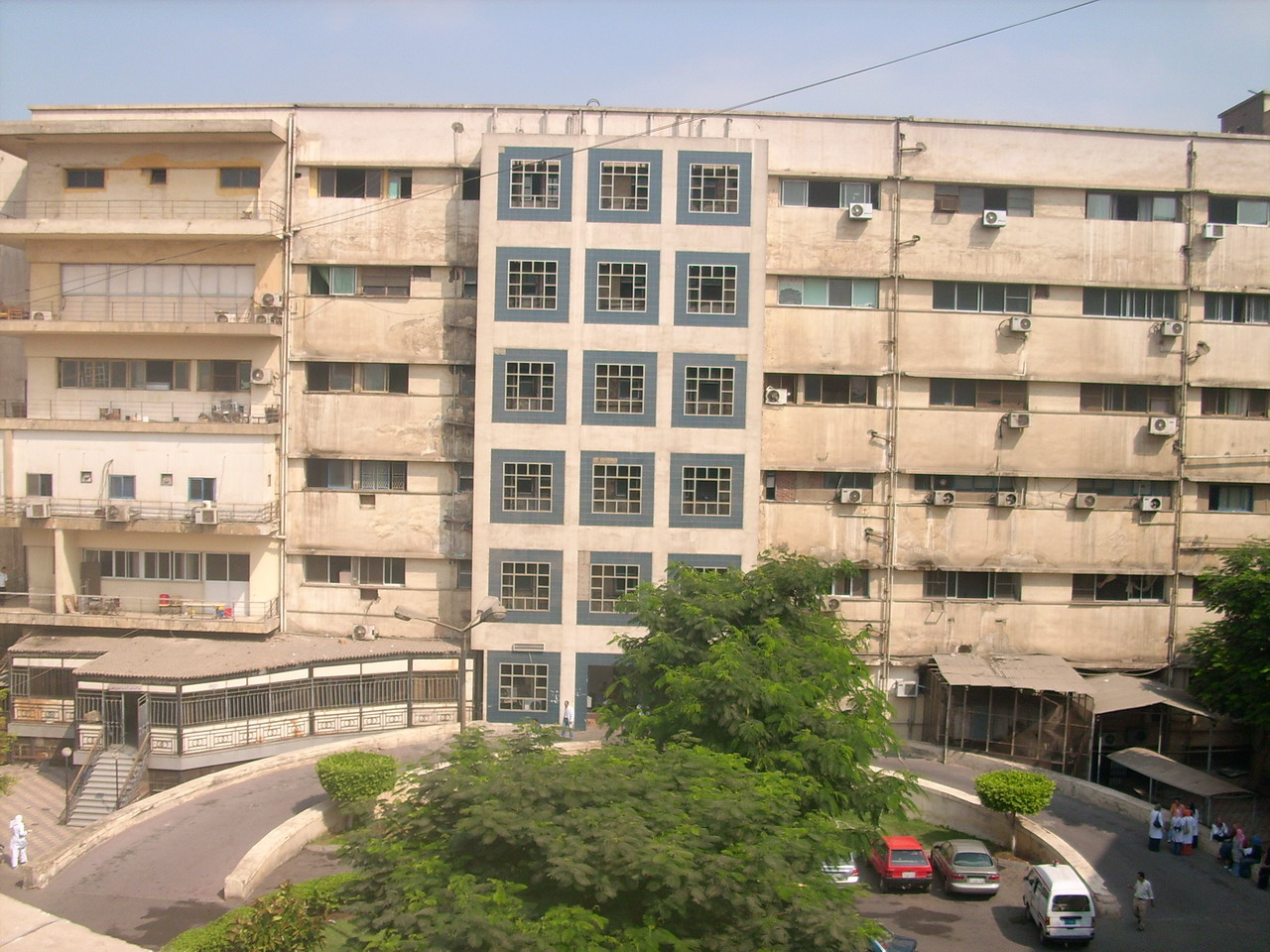
مستشفى جامعة عين شمس

### مستشفى الأطفال
- قسم طب الأطفال - كلية الطب - جامعة عين شمس

- مستشفى الدمرداش

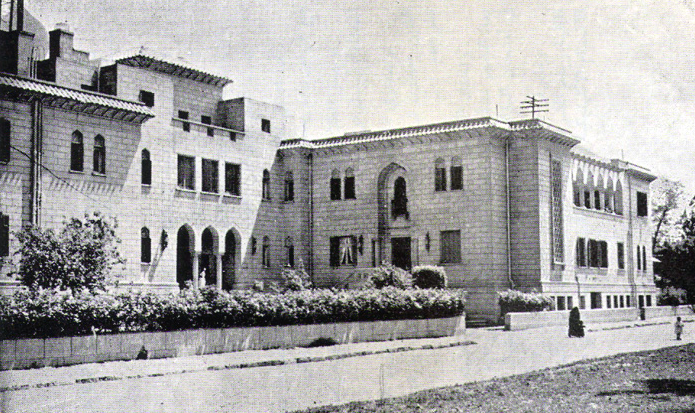
مستشفى الاطفال جامعة عين شمس المبنى القديم تم بناؤه عام 1933

- ويكيميديا كومنز لديها وسائل الإعلام المتعلقة بكلية الطب عين شمس.
- مركز التدريب وتعزيز التعليم عدل

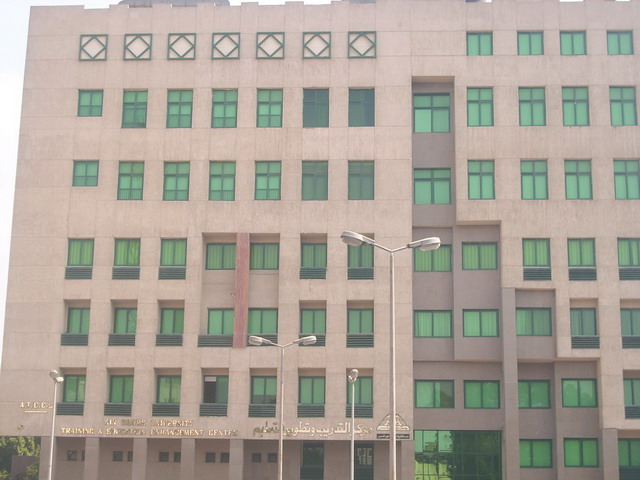
جامعة ولاية أريزونا للتدريب وتعزيز التعليم

- جامعة ولاية أريزونا للتدريب وتعزيز التعليم

## المستشفيات والمدارس

### المستشفى التعليمي
يتكون مستشفى كلية الطب التعليمي (الطب الباطني والجراحة) من عيادة خارجية وقسم للمرضى الداخليين. يحتوي كلاهما على ما يقرب من 3200 سرير (في عام 1997)،  مع أكثر من 10000 موظف يعملون في جميع الأقسام ويخدمون حوالي 2,000,000 مريض من جميع أنحاء مصر سنويًا. يدار من قبل أطباء من أساتذة الطب وأعضاء هيئة التدريس الآخرين في جميع التخصصات. وقدر رأس مال المستشفى بحوالي 6 مليارات جنيه عام 1997.

### المراكز الطبية والعيادات الخارجية
معهد الطب النفسي، مركز مراقبة السموم، علاج الأورام بالإشعاع، الطب النووي، العيادات الخارجية، أقسام الطوارئ.

### مستشفى جامعة عين شمس التخصصي
تأسست عام 1984 كوحدة برعاية ذاتية لتقديم خدمة رعاية طبية متطورة.
أكاديمية جراحة القلب (CSA) عدل
CSA هي مؤسسة مستقلة تابعة لجامعة عين شمس، بسعة 400 سرير، معظمها جراحي، كما تقدم العديد من الخدمات المجانية.

### وحدات العناية المركزة
الطب الباطني، طب الشيخوخة، الجراحة، الإصابات والجراحة ER، طب الأعصاب، قسم جراحة الأعصاب، علم السموم، الشريان التاجي، أمراض القلب للأطفال، الجهاز التنفسي، الحروق، جراحة القلب، جراحة الأطفال، التوليد وأمراض النساء، طب الأطفال، حديثي الولادة.

### الأقسام
تضم المدرسة 10 أقسام أكاديمية بما في ذلك علم التشريح، وعلم الأنسجة، والكيمياء الحيوية، وعلم وظائف الأعضاء، وعلم الأدوية، وعلم الأمراض، وعلم الطفيليات، وعلم الأحياء الدقيقة، وطب المجتمع (المجتمع، والطب البيئي والمهني)، والطب الشرعي والسموم. تقع جميع الأقسام الإكلينيكية البالغ عددها 21 في مستشفيات الجامعة، بما في ذلك الأقسام السريرية الستة الرئيسية (طب العيون، والأذن، والأنف والحنجرة (ENT)، والطب الباطني، وطب المناطق الحارة، [7] والجراحة، وأمراض النساء والتوليد وطب الأطفال). [ 4]

### خريجو هيئة التدريس البارزون
- الأستاذ أحمد عكاشة، رئيس الجمعية المصرية للطب النفسي ورئيس الجمعية العالمية للطب النفسي (WPA) من 2002 حتى 2005 [3][4]

- البروفيسور أحمد سامي خليفة، أخصائي أمراض الدم عند الأطفال، حصل على جائزة التشجيع الوطنية في العلوم الطبية عام 1982، وجائزة التقدير الوطنية في العلوم التكنولوجية المتقدمة عام 1998.[5]

- البروفيسور بول غليونقي، طبيب باطني وكاتب التاريخ الطبي المصري اليوناني (بالعربية والفرعونية) [11] [12]
- عبد المنعم عاشور 2010 (1934-2015)
- الأستاذ عبد المنعم عاشور (1934-2015) طبيب نفساني، أحد مؤسسي الجمعية الدولية للطب النفسي (IPA)، كاتب ومؤسس جمعية الزهيمر مصر. [14]
- الأستاذ حمدي السيد رئيس لجنة الصحة بمجلس النواب ورئيس نقابة الأطباء المصريين [6]

- محمد عوض تاج الدين أستاذ أمراض الجهاز التنفسي ووزير الصحة الأسبق [7]

- البروفيسور ماهر مهران، طبيب توليد ووزير سابق للسكان ورعاية الأسرة والأمين العام السابق للمجلس القومي للسكان في مصر [17] [18] [19]
- البروفيسور إسماعيل سلام، جراح القلب ووزير سابق للصحة والسكان من عام 1996 حتى عام 2002، [20] أحد المرشحين التسعة لمنصب المدير العام لمنظمة الصحة العالمية
- البروفيسور سامي عازر، أستاذ التعليم الطبي الذي يركز على التعليم الطبي والتعلم القائم على المشكلات في أستراليا وماليزيا وتايوان واليابان والولايات المتحدة الأمريكية.[8] Who's Who in America.[1]

- يحيى الجمل أستاذ طب الأطفال.
- البروفيسور شتراوس الحوزر خان، مؤلف كتاب الإيمان بالأفضل وقائد حركة الأخ الشباب
- محمود حسن مأمون أستاذ الباطنة سابقا ورئيس قسم الباطنة. اكتشف علامة مأمون، تشخيص أولي لسرطان الكلى.
- ممدوح محمد سلامة، أول طبيب جراحة أعصاب مقيم في مصر ومؤسس وحدة وقسم جراحة المخ والأعصاب بالمستشفى والكلية

## الحرم الجامعي
يقع الحرم الجامعي في القاهرة، ويتكون من ثلاث كليات ومعهد واحد ومستشفيات تعليمية وعيادات خارجية وإدارة ومكتبة وجمعيات علمية وبعض الوحدات الطبية.

## الموقع
تقع كلية الطب بمستشفياتها بمنطقة العباسية بمحافظة القاهرة على شارع أحمد لطفي السيد.

## روابط خارجية
- الموقع الرسمي للكلية نسخة محفوظة 21 مارس 2013 على موقع واي باك مشين.
- 1aim موقع خاص للطلبة نسخة محفوظة 20 سبتمبر 2010 على موقع واي باك مشين.
- bala6y موقع آخر خاص بالطلبة